# 상북로
상북로(Sangbuk-ro)은 울산광역시 울주군 상북면 중심부를 연결하는 도로이다.

## 노선 경로
- 남천로와 직결
- 삼거리 명칭 미상 - 봉화로
- 양등교차로 - 울밀로 (국도 제24호선 ; 언양·울산 방향)
- 울밀로와 직결 (국도 제24호선 ; 밀양 방향)

## 같이 보기
- 국도 제24호선 (기존 도로)